# Carlos de Vargas y Cerveto
Carlos de Vargas y Cerveto (Ceuta, 8 de septiembre de 1803-Madrid, 10 de octubre de 1876) fue un militar español y jefe carlista. Posteriormente participó en diversas campañas coloniales y fue capitán general de Santo Domingo.

## Biografía
Descendiente de ilustre familia, ingresó con solo 5 años en el Ejército, como cadete. En 1816 ya era capitán de milicias provinciales en Ronda y Pontevedra. Durante el reinado de Fernando VII estuvo empleado en servicios ordinarios hasta 1830, en que es graduado de teniente coronel de guarnición en la provincia de Segovia, pasando ese año a la Guardia Real, 1.º de granaderos.
En 1827 es destinado al ejército de Observación del Tajo, a las órdenes del también ceutí comandante en jefe Pedro Sarsfield. En 1830 sigue como capitán de infantería, graduado de teniente coronel de esta arma a las órdenes del capitán general de Galicia. En ese destino sería ascendido a teniente coronel efectivo, sirviendo en el cuerpo de Estado Mayor a las órdenes del general Conde de Casa Eguía. En 1830 fue agraciado con la Cruz de San Juan.

### Primera guerra carlista
Al morir Fernando VII, era comandante. Solicitó su licencia absoluta en el Ejército y fue a ponerse a las órdenes de Zumalacárregui, quien le destinó a su propio cuartel general. Asistió a los combates de Heredia, Huesa, Alsasua, Muez, Olazagoitia, Artazu, Larrión, Viana, Echarri-Aranaz, Arrieta, Alegría, Donamaría, Peñas de San Fausto, Ormáiztegui, Orviso, Los Arcos, Zelandieta, Arróniz, Torre Galindo, Amézcoa, Descarga, Treviño, Villafranca, Tolosa, Vergara y Ochandiano, llegando a coronel por méritos de guerra y ganando la laureada de San Fernando por la herida que recibió defendiendo el puente de Larraga, en donde fue dado por muerto.
Restablecido después, fue encargado del mando del Estado Mayor de la 3.ª División del Norte, que mandaba el Conde de Eguía, distinguiéndose en el sitio y toma de las plazas de Guetaria y Lequeitio, en los combates de Arlabán y en la acción del Berrón. Ganó también la acción de Amezagaña, en donde un casco de granada le hirió en la cabeza. Fue después jefe de Estado Mayor de Guipúzcoa, derrotando al general Sarsfield en Sarasa. Fue herido de nuevo en Antandegui y Oriamendi, y derrotó al general O'Donell en Andoáin, mientras después Vargas era herido de nuevo en Urnieta.
En 1838 fue arrestado en Mondragón, en donde estuvo recluido nueve meses, hasta que Don Carlos expidió en 1839 un decreto en que declaraba su fidelidad y su abnegación valerosa. Ejerciendo Vargas la comandancia general de Guipúzcoa, fue encargado de destituir y prender al general Maroto, acusado de connivencia con el enemigo, pero la suerte dispuso que el detenido fuese el propio Vargas, quien fue prisionero de Maroto hasta después del Convenio de Vergara.
Diez años permaneció Vargas en Francia, en calidad de emigrado, hasta que en 1849 se acogió a la amplia amnistía que concedió Isabel II a todos los jefes carlistas. En 1850 se casó en segundas nupcias con Enriqueta Van Halen Lasquetty, habiendo muerto su primera esposa María de la Candelaria Flores.

### Gobernador civil del Departamento Oriental de Cuba
Destinado a la isla de Cuba en 1850, fue comandante general interino del Departamento Oriental de la isla hasta 1855 y, desde esa fecha gobernador civil en dicho departamento, en donde sirvió hasta 1860, mereciendo la gran cruz de San Hermenegildo. Durante sus diez años en Santiago de Cuba fue conocido como «el constructor» y posteriormente llegaría a ser considerado como el mejor gobernador colonial que había tenido el Departamento Oriental debido a las obras públicas que realizó: mandó poner las primeras aceras a la ciudad de Santiago, edificar hospitales, cementerios, cuarteles y los primeros trenes de cercanías.
Según Luis Mauricio, a la inauguración del Hospital Príncipe Alfonso, Vargas organizó unas maniobras militares entre Santiago de Cuba y El Caney, ya que pensaba que los norteamericanos se apoderarían de Cuba por Guantánamo.
Actualmente existe aún en Santiago de Cuba una calle Vargas en su honor. El faro de Cabo Cruz, construido durante su gobierno, aún hoy es conocido como faro Vargas.

### Expedición de México
En 1861 fue destinado como segundo cabo a Puerto Rico, en comisión, pasando a depender de la división expedicionaria que se estaba formando contra México. Carlos de Vargas sería nombrado segundo jefe de tierra, a las órdenes del general Prim. Tras tomar Veracruz las tropas españolas y francesas, Vargas fue nombrado gobernador hasta abril de 1862, cuando Prim rompió el Tratado de Londres y ordenó el regreso de las tropas españolas.

### Gobernador de Santo Domingo
El 21 de mayo de 1862 Vargas fue destinado a la campaña de Santo Domingo con el cargo de segundo jefe de la expedición militar española. Estuvo en las acciones de Sabaneta, Santiago de los Caballeros, Montecristi, Cibao, Puerto Plata y Altamira, obteniendo en 1862 la faja de mariscal de campo y la gran cruz de Carlos III. Ese mismo año fue nombrado Gentilhombre de Cámara de Su Majestad. En 1863 fue nombrado capitán general de Santo Domingo, reconquistando España la provincia de Azúa y derrotando a los insurrectos dominicanos en San Cristóbal, Doñana, Pulgarín, Sabana-Buey y Azúa.

### Retorno al carlismo
En 1864 cesó Vargas en el mando de Santo Domingo, y al año siguiente las tropas españolas evacuaron definitivamente aquella isla. En 1867, ocupando el poder González Bravo, Vargas fue nombrado capitán general de las Provincias Vascongadas. Se esforzó en evitar la revolución de septiembre, y después de la batalla de Alcolea aun intentó reponer en su trono a Isabel II, pero viéndolo imposible la acompañó hasta la frontera, emigrando con ella a Francia. Allí, después de la abdicación de Isabel II, Vargas ofreció su espada a Carlos de Borbón y Austria-Este, que había alzado la bandera del monarquismo tradicional.
Organizó en Madrid el Centro Carlista Militar, en el que figuraba el conde de Belascoain y los generales Arjona, Plana, Mogrovejo y Marco, el contralmirante Viñalet y el intendente Togores, trabajando todos en la preparación de la última campaña carlista. Los achaques, heridas y la avanzada edad de Vargas no le consintieron salir de nuevo a campaña, muriendo en Madrid en 1876.